# Combretum hartmannianum
Combretum hartmannianum är en tvåhjärtbladig växtart som beskrevs av Georg August Schweinfurth. Combretum hartmannianum ingår i släktet Combretum och familjen Combretaceae. Inga underarter finns listade i Catalogue of Life.